# Český Rudolec

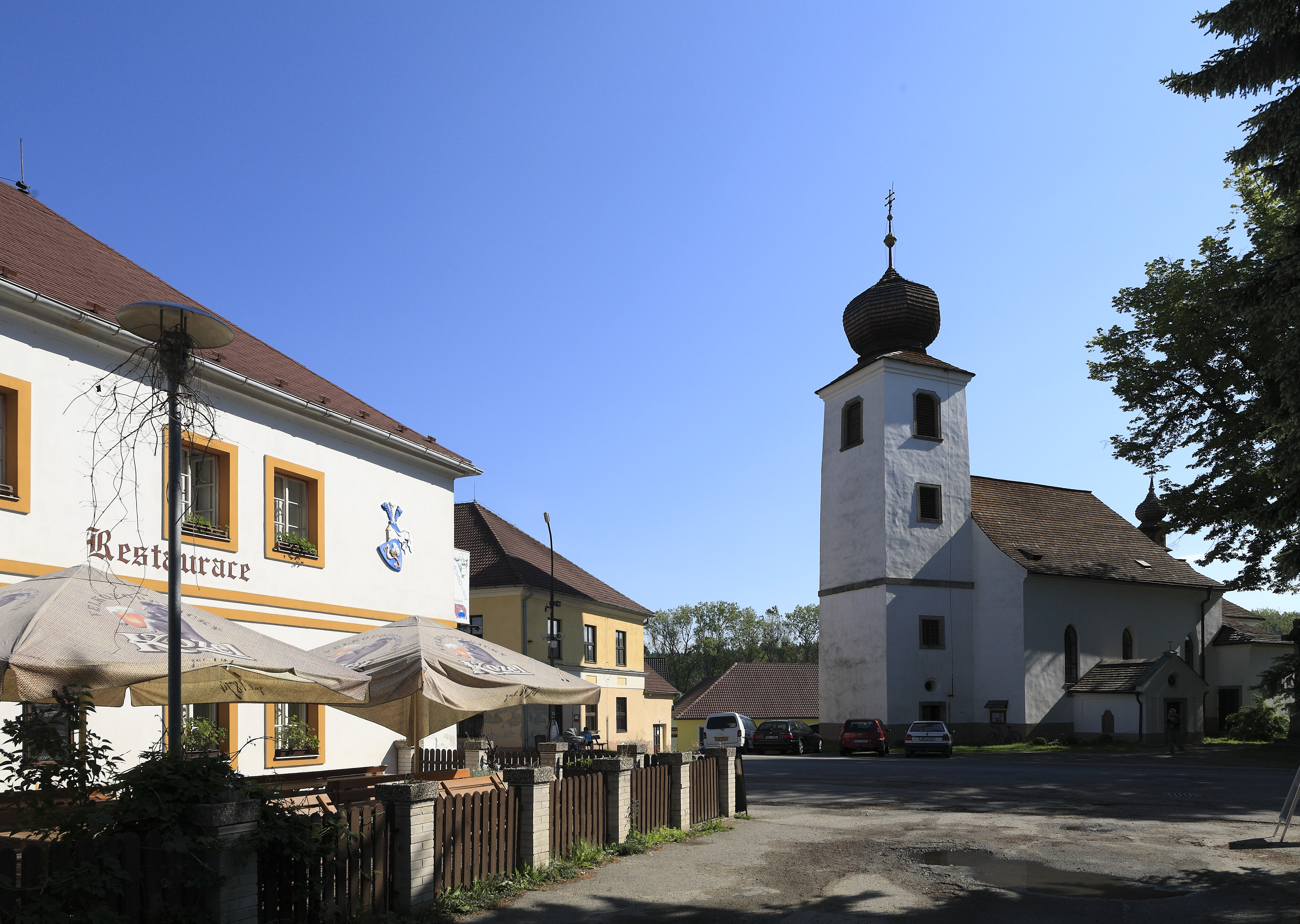
Dorfzentrum von Český Rudolec mit Pfarrkirche

Český Rudolec (deutsch Böhmisch Rudoletz) ist eine Gemeinde mit ca. 950 Einwohnern im südlichen Tschechien knapp östlich der historischen Grenze zwischen Böhmen und Mähren, unweit der Grenze zu Niederösterreich. Das Dorf liegt neun Kilometer westlich von Dačice und gehört zum Okres Jindřichův Hradec. Der Ort ist als Längsangerdorf angelegt.

## Geographie
Český Rudolec befindet sich rechtsseitig im Tal des Bolíkovský potok / Wölkingbachs im Osten der Javořická vrchovina und ist Teil des Naturparkes Česká Kanada. Nordwestlich der Gemeinde liegt der Rudolecký rybník. Im Südwesten erhebt sich der 655 m hohe Stříbrný kopec / Silberberg.
Nachbarorte sind Markvarec / Markwarec im Norden, Lipolec / Lipolz im Nordosten, Lidéřovice im Osten, Nová Ves / Neudorf im Südosten, Peníkov / Pönigenhof und Stoječín / Stoitzen im Südwesten, Matějovec / Modes im Westen sowie Radíkov / Radisch und Horní Radíkov / Ober-Radisch im Nordwesten.

## Geschichte
Erstmals urkundlich erwähnt wurde der nach archäologischen Funden in der Mitte des 13. Jahrhunderts angelegte Ort im Jahre 1343. Gründer waren wahrscheinlich Bergleute, die am Silberberg nach Erzen gruben. Ab 1353 ist die Existenz der Feste und einer Pfarre belegt. Bis 1406 war Rudolec Besitz der Markgrafen von Mähren und war Teil der Herrschaft  Rudolec. Danach gehörte es verschiedenen Adelsgeschlechtern.
Während der Reformation wird der Ort lutherisch, so dass ab dem Jahre 1567 nur noch nicht-katholische Pfarrer genannt werden. Im Jahre 1612 versuchte Kardinal Franz Seraph von Dietrichstein vergeblich, den katholischen Glauben in Rudoletz wieder einzuführen. Erst nach dem Sieg der kaiserlichen Truppen in der Schlacht am Weißen Berg und dem Einsetzen der Gegenreformation gelang es, den Ort zu rekatholisieren. Während des Dreißigjährigen Krieges wurde Rudoletz mehrmals verwüstet und geplündert, so dass am Ende des Krieges nur noch eine Handvoll Einwohner im Ort lebten. Es dauerte fast 20 Jahre, bis Rudoletz wieder genügend Einwohner für eine selbstständige Pfarre hatte. Die Matriken des Ortes wurden seit dem Jahre 1652 geführt. 1673 erwarb Margarethe Gräfin von Trautensohn-Falkenstein den Besitz. Während ihrer Herrschaft, die bis 1720 andauerte, erfolgte der Umbau der Feste zu einem Renaissanceschloss. Auch erhielt der Ortsname den Zusatz „Böhmisch-“
Der Gräfin Margarethe folgte bis 1741 Maria Theresia von Trautensohn-Falkenstein, unter der die Herrschaft ihre Blütezeit erreichte und die Schlossmühle, Brauerei und Sägemühle entstanden. 1712 entstand eine Poststation an der Postverbindung von Prag nach Wien. Im Jahre 1775 kam es wegen des Robots zu einem Bauernaufstand in der Herrschaft Rudoletz. Diesem Aufstand schlossen sich Datschitz, Teltsch und Studein an. Doch um einer Strafaktion durch Truppen zu entgehen, baten die Aufständischen bald um Verzeihung. Diese wurde ihnen gewährt, doch dafür mussten sie eine Zwangseinquartierung von Soldaten über sich ergehen lassen. 1787 wurden erstmals Kartoffeln angebaut und im nahen Silberberg nach Silber geschürft.
Von 1810 an war die russische Grafen-, seit 1815 Fürstenfamilie Rasumowski Besitzer der Herrschaft, deren damaliges Oberhaupt sich, vorerst als Diplomat in Wien tätig, Anfang des 19. Jahrhunderts dauerhaft in Wien niederließ (Schreibung in Wien wie in Rasumofskygasse). Diese baute auch das Eisenhüttenwerk Wölkingsthaler. Das Erz für die Eisenhütte stammte aus Zoppanz und aus weiter entfernten Orten. Lew Rasumowski ließ in der Mitte des 19. Jahrhunderts den Schlossturm mit Uhr errichten und umgab das Bauwerk mit einem englischen Park.
1856 wurde der aus dem Dienst geschiedene k.k. Offizier Michael Angelo Ritter von Picchioni Besitzer der Herrschaft und des Schlosses. Nach dem Schlossbrand von 1860 ließ er das Schloss im Tudorstil wieder aufbauen. Es erhielt dadurch eine gewisse Ähnlichkeit mit dem böhmischen Schloss Frauenberg / Hluboká und wurde mit den Beinamen Klein Hluboká bzw. Mährisches Hluboká versehen. Im Ortsgebiet wurde auch Bierstein gewonnen, der zur Bierproduktion ins Deutsche Reich und nach England exportiert wurde. 1895 wurde im Ort ein Telegrafenamt eröffnet und eine Freiwillige Feuerwehr gegründet.
Am Ende des Ersten Weltkriegs kam der Ort, der 1910 zu 96 % von Deutschen bewohnt war zur neuen Tschechoslowakischen Republik. In der folgenden Bodenreform wurden die Wälder der Herrschaft Rudoletz verstaatlicht. Bis zur Volkszählung 1930 stieg der Anteil der tschechischen Bevölkerung auf das zwanzigfache von 1910. Von 1933 an gewann die Sudetendeutsche Partei unter den Deutschböhmen und -mährern stark an Anhängerschaft und wurde 1935 mit zwei Dritteln aller deutschen Wählerstimmen zweitstärkste Partei im Parlament in Prag. 1937 begann sie, mit Hitler den Anschluss der deutschen Gebiete Tschechiens an das Deutsche Reich zu planen.
Die Tschechoslowakei hätte sich gegen Hitler jedenfalls militärisch gewehrt und baute die Festungen an der Grenze aus; England und Frankreich hätten als Geburtshelfer der Tschechoslowakischen Republik eingreifen müssen. Um den drohenden Krieg zu vermeiden, auf den beide 1938 noch nicht vorbereitet waren, überließen sie gemeinsam mit Mussolini im Münchner Abkommen, ohne die Tschechoslowakei zu fragen, die deutsch besiedelten Randgebiete des Staates dem Deutschen Reich. Somit wurde Böhmisch-Rudoletz mit 1. Oktober 1938 Teil des Reiches und am 15. April 1939 dem Reichsgau Niederdonau (wie Niederösterreich ab April 1939 hieß) angeschlossen. Die Tschechen des Dorfes wurden großteils zwangsweise in das Protektorat Böhmen und Mähren umgesiedelt.
Am Tag der Kapitulation Deutschlands am Ende des Zweiten Weltkrieges, dem 24 Bewohner des Dorfes zum Opfer fielen, fiel die Gemeinde am 8. Mai 1945 wieder an die Tschechoslowakei zurück. Im Wald hinter dem Ort, in Richtung Lipolz, legte die Rote Armee ein Gefangenenlager für bis zu 80.000 deutsche Soldaten an. Die sowjetische Lagerleitung befand sich in der ehemaligen deutschen Schule. Im Juli und August 1945 wurden die Kriegsgefangenen in die Sowjetunion verbracht.
Am 28. Mai 1945 wurde der Ort wie die umliegenden Dörfer von tschechischen Milizen besetzt. Sie nahmen fünf Männer als Geiseln und vertrieben die deutschen Bewohner und zuletzt die Geiseln über die Grenze nach Österreich. Der Ort wurde neu besiedelt. In Übereinstimmung mit dem Potsdamer Abkommen verlangte die Rote Armee im Jänner 1946 den Abschub aller Sudetendeutschen aus Österreich nach Deutschland. Etwa 40 % der Einwohner von Böhmisch-Rudoletz gelang es, in Österreich zu bleiben, die anderen ließen sich in Bayern, Baden-Württemberg und Hessen nieder.
1946 wurde der letzte Schlossherr, Ernst Ritter von Picchioni, der nach Lateinamerika übersiedelt war, enteignet und sein Besitz verstaatlicht. Der staatliche Landwirtschaftsbetrieb, der den Besitz in der Folge Jahrzehnte lang unter kommunistischen Vorgaben bewirtschaftete, war zu Investitionen nicht in der Lage. Nach der Samtenen Revolution 1989 wechselten die Eigentümer mehrmals, ohne dass eines der Entwicklungsprojekte realisiert worden wäre.
2009 begann eine Brünner Investorengruppe, Schloss Rudoletz gemeinsam mit einer örtlichen Initiative zu revitalisieren. Mit Hilfe eines EU-Projektes wurde in der Schlosskanzlei ein Informationszentrum eingerichtet; das Gasthaus im Nebentrakt soll ebenso wieder in Betrieb genommen werden wie die Bierbrauerei.

## Wappen und Siegel
Das älteste bekannte Siegel stammt aus dem Jahre 1749. Es zeigt eine achtblättrige heraldische Rose innerhalb eines Perlenkreises. Um dem Perlenkreis steht die Umschrift „RICH.V. GESCHWOR.DES.BEY.GER.B.RVDOLECZ“.

## Bevölkerungsentwicklung
| Volkszählung | Einwohner gesamt | Volkszugehörigkeit der Einwohner | Volkszugehörigkeit der Einwohner | Volkszugehörigkeit der Einwohner |
| Jahr         | Einwohner gesamt | Deutsche                         | Tschechen                        | Andere                           |
| ------------ | ---------------- | -------------------------------- | -------------------------------- | -------------------------------- |
| 1880         | 580              | 538                              | 39                               | 3                                |
| 1890         | 587              | 521                              | 66                               | 0                                |
| 1900         | 519              | 476                              | 42                               | 1                                |
| 1910         | 524              | 504                              | 10                               | 10                               |
| 1921         | 488              | 301                              | 149                              | 38                               |
| 1930         | 506              | 288                              | 196                              | 22                               |

## Gemeindegliederung

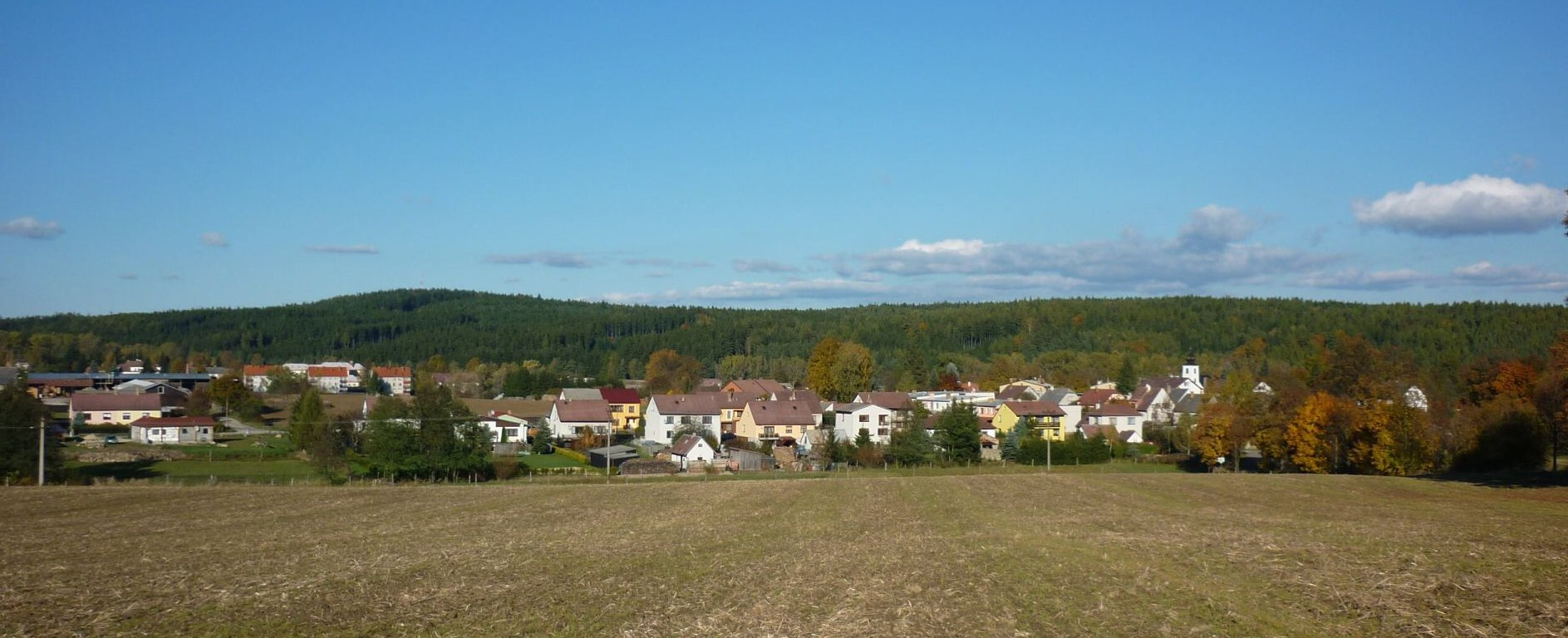
Ortsansicht

Die Gemeinde Český Rudolec besteht aus den Ortsteilen Český Rudolec (Böhmisch Rudoletz), Horní Radíkov (Ober Radisch), Lipnice (Lipnitz), Markvarec (Markwarding), Matějovec (Modes), Nová Ves (Neudorf), Nový Svět (Neuwelt), Radíkov (Unter Radisch), Rožnov (Rosenau) und Stoječín (Stoitzen). Grundsiedlungseinheiten sind Český Rudolec, Dolní Radíkov, Horní Radíkov, Lipnice, Markvarec, Matějovec, Nová Ves, Nový Svět, Peníkov (Pönigenhof), Rožnov und Stoječín.
Das Gemeindegebiet gliedert sich in die Katastralbezirke Český Rudolec, Dolní Bolíkov-Nová Ves, Dolní Radíkov, Horní Radíkov, Lipnice u Markvarce, Markvarec, Matějovec und Stoječín.

## Sehenswürdigkeiten

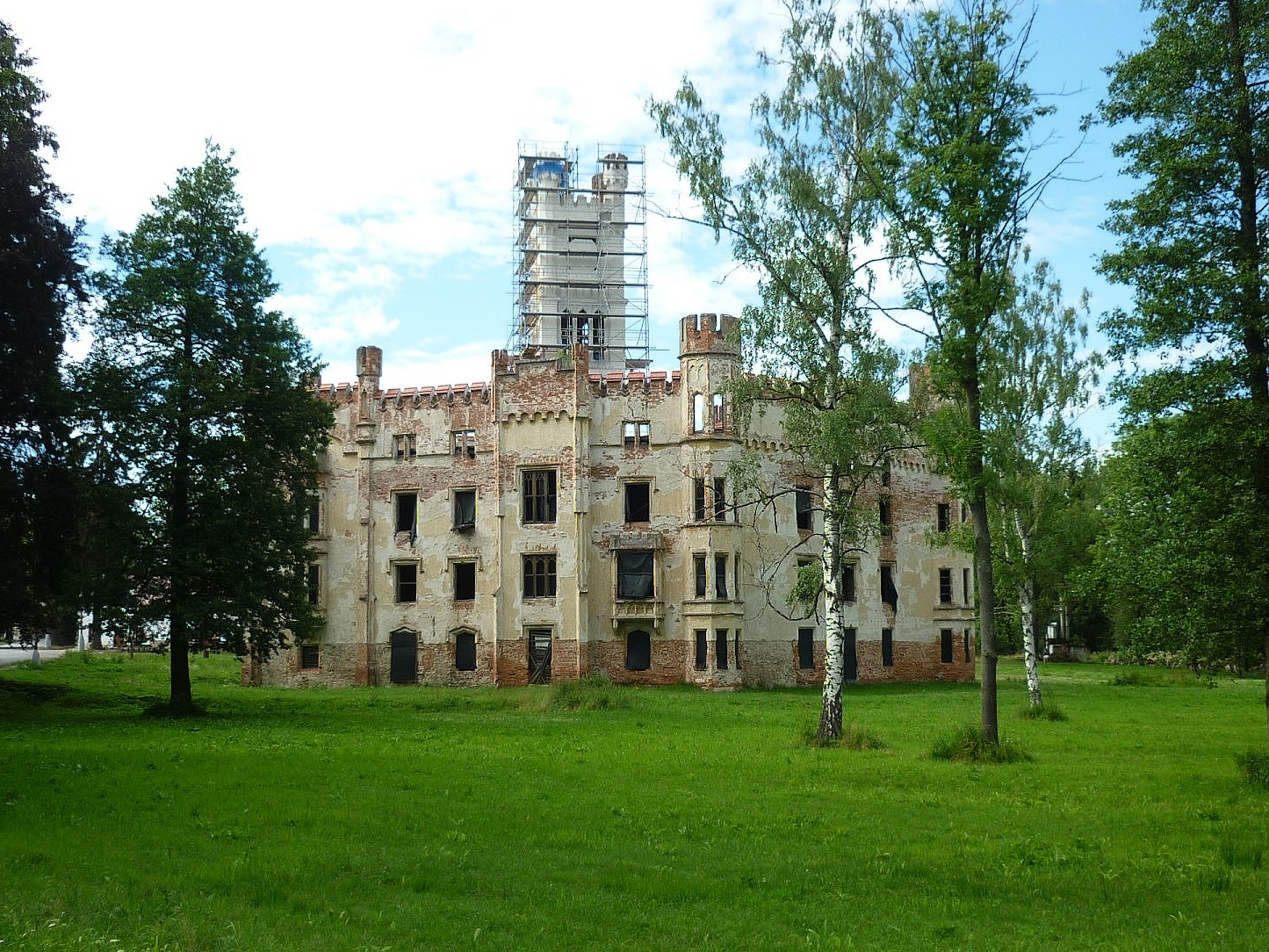
Das Schlosses wird derzeit renoviert

- Schloss Český Rudolec / Böhmisch Rudoletz, das ursprünglich als mittelalterliche Feste errichtete und nach dem Umbau 1860 auch als Mährisches Hluboká bekannte Bauwerk wird seit 2009 sukzessive wiederaufgebaut
- Kirche zum Hl. Johannes der Täufer, erbaut im 15. Jahrhundert
- Kapelle zum Hl. Kreuz auf dem Friedhof, erbaut 1761
- Statue des Hl. Johannes von Nepomuk auf dem Markt
- Wassermühle Peníkov / Pönigenhof, Technisches Denkmal
- Kriegerdenkmal für die Gefallenen des Ersten Weltkrieges
- Kaiser-Franz-Joseph-Denkmal (1918 von tschechischen Soldaten zertrümmert)

## Sage aus dem Ort
- Der Teufelsstein[13]

## Persönlichkeiten
- Hans Fenz (1879–nach 1927), Architekt